# Гессен, Валерий Юльевич
Валерий Юльевич Гессен (17 декабря 1927, Ленинград — 1 ноября 2024, Санкт-Петербург) — советский и российский экономист и историк.

## Биография
Родился 17 декабря 1927 года в Ленинграде. Отец — историк и литератор Юлий Исидорович Гессен (1871—1939), мать — Фани Борисовна (Фейга Бенцелевна) Риммер (1894—1992), редактор в издательствах.
В 1951 году окончил политико-экономический факультет ЛГУ. По причине еврейского происхождения и наличия нежелательных для большевиков родственников был выпущен не преподавателем политической экономии, как ранее предполагалось, а экономистом. Работал по этой специальности на предприятиях Казахстана и Северного Кавказа, в проектных и научно-исследовательских организациях Ленинграда, в основном связанных с добычей руды и солей. Преподавал в высших учебных заведениях. Окончил аспирантуру Ленинградского горного института. Кандидат экономических наук. Автор 20 статей по экономике горной промышленности. 
С 1989 года активно участвовал в еврейской общественной жизни Санкт-Петербурга, являлся одним из учредителей Санкт-Петербургской еврейской религиозной общины.
Историческими проблемами начал заниматься с 1980 года. В конце 1980-х, когда началась «архивная революция», он стал одним из первых, кто добился доступа к ранее закрытым и полузакрытым архивным фондам. После 1990 года получил возможность печататься. Основными его темами были история евреев Санкт-Петербурга и история рода Гессенов. Позднее занимался историей эмиграции из России после 1917 года, историей статистических учреждений  и предпринимательства в России. В последние годы жизни публиковал в основном статьи, связанные с историей изъятия большевиками имущества частных лиц и организаций в Петрограде в 1918—1925 годах, включая религиозные учреждения.
Умер 1 ноября 2024 года в возрасте 96 лет.

## Семья
- Первая жена — Ирма Михайловна Могендович (род. 1929), врач-гинеколог.
- Вторая жена — Антонина Михайловна Кравченко (1936—2017), экономист и медик.

## Избранное
Автор более чем 130-и публикаций на исторические темы, в том числе монографий.
- «К истории Санкт-Петербургской еврейской общины. От первых евреев до XX века» (2000),
- «Жизнь и деятельность И. В. Гессена — юриста, публициста и политика» (2000),
- «Историк Юлий Гессен и его близкие» (2004),
- «К истории евреев: 300 лет в Санкт-Петербурге» (2005),
- «Семья Вознесенских — высокая и трагическая судьба» (2013),
- «Экономика и история. Сборник основных статей. К 85-летию жизни» (2013),
- «Петроградские дворцы-музеи князей Юсуповых и других вельмож (1917—1927)» (2016).

Все работы выполнены с максимально возможным использованием архивных материалов. По этим темам выступал на ряде конференций. За рубеж приглашался с научной целью: Иерусалимским университетом в 1992 г., Базельским университетом в 1997 г. (в связи с мероприятиями, посвященными столетию сионизма), учеными Парижа в 1998 г.